# メイド・イン・アメリカ (1993年の映画)
『メイド・イン・アメリカ』（Made in America）は、1993年のアメリカ合衆国のコメディ映画。リチャード・ベンジャミン監督、ウーピー・ゴールドバーグ、テッド・ダンソン出演。撮影は、オークランド工業高校などで行われた。
日本で発売されたビデオでは『ウーピーの新・親子事情 メイド・イン・アメリカ』と改題されたが、DVD発売の際に戻された。

## ストーリー
アフリカグッズショップに勤めている、未亡人の黒人女性サラ・マシューズは、成績優秀な一人娘のゾーラから、学校で血液検査の実験でAB型という、サラがAで、亡き父がOの組み合わせではありえない結果がでたことで、本当の父親は誰か問い詰められる。
サラは仕方なく、精子バンクで精子提供を受けたことを告白し、提供主は同じ黒人だと話す。ゾーラは父を探し出すため、友人のティー・ケーキと一緒に精子バンクに向かう。ひそかに、精子バンクのパソコンから精子提供者を検索し、ハル・ジャクソンという人物が父だと判明する。ゾーラは、彼の住む家を訪ねるが、彼は白人男性だった。さらにハルは、テレビCMも流している、ジャクソンモーターという自動車ディーラーを経営する有名な人物だった。ハルに、自分が精子バンクの精子で生まれた娘だと話すゾーラだが、彼はただ精子を提供しただけで、彼女に対してできることは何もないと言い、傷ついたゾーラは家に帰る。その夜、サラにそのことを話すと、彼女はアフリカ系黒人の精子を希望していたにもかかわらず、白人のものだったことに大きなショックを受け、それがあの変なハルだとしり唖然とする。翌日ハルに会いに行ったサラは、彼と口論になるが、そこに来たゾーラの指を鳴らす癖が、ハルから遺伝したものだと知り、意気消沈する。

## キャスト
| 役名                           | 俳優                     | 日本語吹替 |
| ------------------------------ | ------------------------ | ---------- |
| サラ・マシューズ               | ウーピー・ゴールドバーグ | 小宮和枝   |
| ハルバート・”ハル”・ジャクソン | テッド・ダンソン         | 江原正士   |
| ゾーラ・マシューズ             | ニア・ロング             | 石川悦子   |
| ティー・ケーキ・ウォルターズ   | ウィル・スミス           | 森川智之   |
| ホセ                           | ポール・ロドリゲス       | 稲葉実     |
| ステイシー                     | ジェニファー・ティリー   | 平松晶子   |
| アルバータ                     | ペギー・リア             | 久保田民絵 |
| ボブ・タカシマ                 | クライド・クサツ         | 峰恵研     |
| テディ                         | デヴィッド・ボウ         | 田原アルノ |
| ジェームズ                     | ジェフリー・ジョセフ     | 星野充昭   |
| ディエゴ                       | ローリー・ヴァルヴェルデ | 宮本充     |
| ポーラ                         | チャーリーン・フェレンツ | 井上喜久子 |
| ドウェイン監督                 | ショーン・レヴィ         | 小室正幸   |
| 老婦人1                        | フィリス・エイヴリー     | 久保田民絵 |
| 老婦人2                        | フランシス・バーゲン     | 沢田敏子   |
| ロッキー                       | オニール・コンプトン     | 辻親八     |
| 精子バンクのナース             | ルー・レナード           | 定岡小百合 |
| 撮影アシスタント               | ロス・ベンジャミン       | 三木眞一郎 |
| 寿司屋の給仕                   | ミユキ・タケイ           | 佐藤しのぶ |

## スタッフ
- 監督：リチャード・ベンジャミン
- 脚本：ホリー・ゴールドバーグ・スローン
- 原案：マーシャ・ブランドウィン、ネイディーン・シフ、ホリー・ゴールドバーグ・スローン
- 製作：リック・ビーバー、マイケル・ダグラス、アーノン・ミルチャン
- 製作総指揮：マーシャ・ブランドウィン、ネイディーン・シフ
- 撮影監督：ラルフ・D・ボード
- プロダクションデザイナー：エヴァリン・サカシ
- 編集：ジャクリーン・キャンバス
- 音楽：マーク・アイシャム
- 衣裳デザイン：エリザベス・マクブライド
- キャスティング：ルーベン・キャノン
- 日本語字幕：稲田嵯裕里
- 吹替翻訳：森沢麻里
- 吹替演出：松岡裕紀[注 1]
- 吹替録音：KSSスタジオ
- 吹替製作：ワーナー・ホーム・ビデオ、ACクリエイト
- 吹替プロデューサー：小川政弘、東慎一

## 公開
アメリカでは1993年5月28日に約2000の劇場で封切られ、初週に1200万ドル以上を稼ぎ、最終的に5000万ドル近くの興行収入を記録した。